# Saphobius fuscus
Saphobius fuscus là một loài bọ cánh cứng trong họ Bọ hung (Scarabaeidae).